# William Fox-Pitt
William Fox-Pitt, född den 2 januari 1969 i London i Storbritannien, är en brittisk ryttare.
Han tog OS-silver i lagtävlingen i fälttävlan i samband med de olympiska ridsporttävlingarna 2012 i London.